# Epirhyssa facitorosa
Epirhyssa facitorosa là một loài tò vò trong họ Ichneumonidae.